# عواص (كحلان عفار)

تعديل مصدري - تعديل

عواص هي إحدى قرى عزلة عزان بمديرية كحلان عفار التابعة لمحافظة حجة، بلغ تعداد سكانها 534 نسمة حسب تعداد اليمن لعام 2004.